# Ван дер Зван, Нилс
Нилс ван дер Зван (нидерл. Niels van der Zwan, род. 25 июня 1967) — голландский спортсмен, гребец, призёр чемпионата мира по академической гребле 1990, 1994—1995 годов, а также Летних Олимпийских игр 1996 года.

## Биография
Нилс ван дер Зван родился 25 июня 1967 года в нидерландском городе Схевенинген, Южная Голландия. Тренировался в клубе «Proteus-Eretes DSRV». Профессиональную карьеру гребца начал с 1989 года.
Дебют и первая медаль на международной арене ван дер Звана состоялся во время соревновании «MATCH DES SENIORS» 1989 года в Амстердаме, Нидерланды. В финальном заплыве четвёрок голландские гребцы заняли второе место. С результатом 06:14.700 они выиграли серебро заплыва, оставив позади соперников из Италии (06:17.540 — 3е место), но уступили первенство команде из ФРГ (06:12.120 — 1е место).
Первую медаль на чемпионате мира по академической гребле ван дер Зван заработал на соревнованиях 1990 года в Тасмании. Выступая в составе четвёрок без рулевого его команда с результатом 05:53.410 заняла второе место, уступив первенство заплыва соперникам из Австралии (05:52.200).
Олимпийская медаль высшей пробы в активе ван дер Звана была добыта на Летних Олимпийских играх 1996 года в Атланте. В составе голландкой восьмерки с рулевым во время финального заплыва его команда финишировала первой. С результатом 5:42.74 голландские гребцы обогнали соперников из Германии (5:44.58 — 2е место) и России (5:45.77 — 3е место).